# Хосеп Марія Вентура
Хосеп Марія Вентура Касас (більш відомий як Пеп Вентура; 1817, Алькала-ла-Реаль — 1875, Фігерас) — каталонський музикант і композитор, який об'єднав сардану та реформував коблу, додавши інструменти, що надало їй сучасного вигляду.

## Біографія
Сім'я Вентури походила з каталонського регіону Емпорда. Сам він народився в Андалусії, де його батько проходив військову службу. За два роки родина повернулась до Емпорди. Невдовзі батьки Пепа померли, після чого хлопчика виховував його дідусь, який працював кравцем.
Вентура, який вважав форму сардани занадто обмеженою (завжди мала 98 тактів і тривала не більше двох хвилин), став важливою фігурою в період інновацій в сардані з необмеженою кількістю тактів (довга Сардана) на відміну від традиційної короткої Сардани.
Він змінив склад кобли, яку він також вважав надто обмеженою, перетворивши архаїчну cobla De Tres quartans (волинка, шоломія, флавіол і тамбура) на ансамбль, що складається з п'яти чи семи музикантів, додавши інші духові інструменти. Він організував дерев'яні та мідні духові інструменти в два ряди на чолі з контрабасом. Інші кобли прийняли таку модель, хоч і з незначними змінами.
Вентура помер 1875 року в місті Фігерас, залишивши свій слід у каталонській музичній культурі. Його мелодії, аранжовані відомими майстрами, зробили ім'я Вентури безсмертним. Він залишив по собі 312 довгих Сардани, багато з яких не мають назви, багато коротких Сардани та хорові твори. Його зібрання творів з 550 частин зберігається в архівах Каталонського Орфея.